# Karel Trachta
Karel „Sláva” Trachta (? – ?) Európa-bajnoki ezüstérmes csehszlovák jégkorongozó.
Részt vett az 1921-es jégkorong-Európa-bajnokságon, ahol ezüstérmes lett a svéd válogatott mögött.
Klubcsapata a HC Slavia Praha volt.